# Beda (Vorname)
Beda ist ein männlicher Vorname.

## Popularität
Der Name Beda ist selten anzutreffen. „Beda“ ist die Kurzform von „Bedřich“, der tschechischen Form von „Friedrich“. Er war in Deutschland noch nie in den 10 der häufigsten deutschen Namen zu finden.

## Namenstag
- 25. Mai[1]

## Namensträger
- Beda Adlhoch (1854–1910), deutscher Ordensgeistlicher, Philosoph und Hochschullehrer
- Beda Allemann (1926–1991), Schweizer Germanist und Hochschullehrer in Bonn
- Beda Angehrn (1725–1796), Fürstabt von St. Gallen
- Beda Aschenbrenner (1756–1817), deutscher Rechtswissenschaftler, Hochschullehrer und Geistlicher, Abt von Oberalteich
- Beda Dudík (1815–1890), österreichischer Ordensgeistlicher, Historiker und Schriftsteller
- Beda Hefti (1897–1981), Schweizer Architekt
- Beda Humbel (1933–2019), Schweizer Politiker (CVP)
- Beda Kleinschmidt (Eggepater; 1867–1932), deutscher Ordensgeistlicher und Kunsthistoriker
- Franz Beda Riklin (1878–1938), Schweizer Arzt und Maler
- Beda M. Stadler (* 1950), Schweizer Biologe, Hochschullehrer und emeritierter Professor
- Beda Werner (1673–1725), deutscher Ordensgeistlicher, Reichsabt von Ochsenhausen
- Beda Venerabilis (672/673–735), englischer Benediktiner, Theologe und Geschichtsschreiber
- Beda Vickermann (1934–2015), deutscher Ordensgeistlicher, Missionar in Brasilien